# بخش مونته
بخش مونته یکی از بخشهای کانتون وله  در کشور سوئیس است.